# Мери Тод Линколн
Мери Ен Тод Линколн (енгл. Mary Ann Todd Lincoln; Лексингтон, 13. децембар 1818 — Спрингфилд, 16. јул 1882) је била прва дама Сједињених Америчких Држава и жена 16. председника Сједињених Држава Абрахама Линколна. На месту прве даме Сједињених Држава била је у периоду од 1861. до 1865. године. Своје име Ен препустила је млађој сестри, а име Тод користила је до венчања.
Мери је била изузетно образована и богата, као и цела њена породица из Кентакија. Након проведеног детињства у својој родној кући (данас позната као кућа Мери Тод Линколн) и завршетка школе, Мери се преселила у Спрингфилд, Илиноис, где је живела са својом удатом сестром Елизабет Едвардс.
Пре него што се удала за Абрахама Линколна, Мери се удварао његов политички противник Стивен А. Даглас.
Линколн и Мери су имали четири сина, а живели су у Спрингфилд у Илиноису.
Мери је подржавала и помагала свог мужа, током његовог мандата. Била је сведок када је он убијен у позоришту од стране глумца Џона Вилкса Бута. 10. година након његовог убиства, Мери је установљена психичка болест. Смрт мужа је изузетно тешко поднела.

## Младост и образовање
Мери је рођена Лексингтону у Кентакију, као четврто од седморо деце банкара Роберта Смита Тода и Елизабет Паркер Тод. Њена породица је била робовласничка, а Мери је одрасла у богатом окружењу. Када је имала шест година, њена мајка је изненада преминула. Две године касније, њег отац је оженио Елизабет Бетси Хамфриз, са којом је имао деветоро деце. Са маћехом се слагала изузетно лоше.
Од 1832. године Мери и њена породица су живели у дому, данас познатом као кућа Мери Тод Линколн, резиденцијом од 14 соба у Лексингтону. Мери је имала ирске крви, њен прадеда Дејвид Леви Тод је рођен у округу Лонгфорд у Ирској, а емигрирао је у Кентаки. Други прадеда, такође са очеве стране Ендру Портер је био син ирског имигранта који је имигрирао у Сједињене Државе. Сви остали њихови преци стигли су из Енглеске.
Док је још била млада, послата је у школу, у којој је највише била заступљена књижевност и француски језик. Мери је научила течно да говори француски, проучавала плес, драму и музику. У октобру 1839. године, Мери је почела да живи са својом Сестром Елизабет, у Спрингфилду и била је изузетно популарна код ситног племства. Иако је била прошена од стране политичара Стивена А. Дагласа и многих других, Мери се ипак удала за Абрахама Линколна.

## Брак и породица
Мери и Абрахам Линколн су се венчали 4. новембра 1842. године, када је она имала 23. године, а Линколн 33. године. Имали су четири сина, који су рођени у Спрингфилду :
- Роберт Тод Линколн (1843–1926), адвокат, дипломата и бизнисмен
- Едвард Бејкер Линколн познатији као Еди (1846–1850), преминуо од туберкулозе[3]
- Вилијам Валас Линколн (1850–1862), преминуо од тифуса[3]
- Томас Линколн (1853–1871), преминуо од запаљења плућне марамице или од туберкулозе[8]

## Смрт
Током раних осамдесетих година 19. века, Мери је живела у Спрингфилду, у резиденцији њене сестре Елизабет Едвардс. 16. јула 1882. године колабирала је у кући њене сестре, пала у кому и преминула истог дана у 63. години живота. Сахрањена је у Оак Риџ гробљу у Спрингфилду, поред свог мужа
- Мери Тод Линклон, златни новчић (2010)
- Мери Тод (1860–1865)
- Мери са мужем и синовима
- Мери Тод (1846–1847)
- Мери Тод у позним годинама